# مانوكود لماع
مانوكود لماع (الاسم العلمي: Manucodia ater)، نوع من المانوكود وفصيلة طائر الجنة.
كان المانوكود اللماع أول طائر من طيور الجنة التي واجها عالم الطبيعة الفرنسي رينيه ليسن، وهو أول غربي يرى طيور الجنة البرية الحية. أعطانها في غينيا الجديدة

## النويعات
- Manucodia ater ater (mainland New Guinea)
- Manucodia ater subalter (West Papuan Islands, Aru Is, and SE peninsula of New Guinea)
- Manucodia ater alter (Tagula Island in Louisiade Archipelago)